# معركة المزرعة الصينية
معركة المزرعة الصينية هي واحدة من أعنف المعارك نشبت بين القوات المصرية والإسرائيلية في 15 أكتوبر 1973 في الضفة الشرقية لقناة السويس في منطقة قرب الدفرسوار في سيناء خلال حرب أكتوبر.

## الخطة
خططت القيادة الإسرائيلية أثناء حرب أكتوبر لاختراق القوات المصرية عبر المنطقة الواقعة بين الجيش الثاني والجيش الثالث الميدانيين على الضفة الشرقية لقناة السويس لفتح مساحة تكفي لتجميع جسور عائمة لعبور القناة، وبعد ذلك تتحرك الفرقة 143 المدرعة الإسرائيلية بقيادة الجنرال أرئيل شارون لقطع خطوط الإمدادات للجيش الثالث المصري، فكانت  معركة المزرعة الصينية .

## التسمية
يأتي اسم المعركة من موقعها: وهي محطة زراعية تجريبية على الضفة الشرقية لقناة السويس تغطي ما يقرب من 15 ميلا مربعا. خلال الخمسينات، أسست الحكومة المصرية محطة لدراسة إمكانية الري وزراعة المحاصيل في التربة الصحراوية القاحلة في شبه جزيرة سيناء. حفروا خنادق عميقة واسعة النطاق للري عبر المحطة، ومعدات الري الآلية كانت مستوردة من اليابان. تم التخلي تماما عن المشروع لبعض الوقت قبل عام 1967. استولت القوات الإسرائيلية على محطة في أثناء حرب 1967، لاحظ الإسرائيليون الأحرف على المضخات والآلات الأخرى وظنوا انها لأحرف صينية، لذا وصفت «بالمزرعة الصينية» على الخرائط العسكرية.
خلال حرب أكتوبر، استعيدت المحطة من قبل المصريين بواسطة عناصر من الجيش الثاني المصري. ترجع أهمية المحطة استراتيجيا لوقوع الطريق المؤدي إلى أبو طرطور على مرمى إطلاق النار من المزرعة.

## التحضير للمعركة
كان استخدام المصريين عنصر المفاجأة مهما، مما أمكنهم من الاستيلاء على الضفة الشرقية لقناة السويس خلال الأيام الأولى من الحرب. هذه الخطة، التي تمت بالتنسيق مع سوريا والتي كان يطلق عليها اسم عملية بدر، فأصبح القتال مع إسرائيل على جبهتين، مما يمكّن السوريين من استعادة هضبة الجولان وغزو إسرائيل عبر غور الأردن، حيث أنه ليس من الحكمة عبور صحراء سيناء الضخمة لمهاجمة إسرائيل مما يعتبر من المستحيل. عزم المصريين على استعادة الأراضي التي فقدت خلال حرب 1967. على هذا النحو، فقد أعطوا أولوية لاستعادة الضفة الشرقية لقناة السويس، عمل شبكة واسعة للدفاع مكونة من صواريخ ماليوتكا المضادة للدبابات وسام 6 المضادة للطائرات، وجعل الاقتراب من الجبهة صعب في وجه الجيش الإسرائيلي.
كانت ردة الفعل الإسرائيلية أمام المفاجئة المصرية بطيئة. ففي 8 أكتوبر 1973، أمر الجنرال شموئيل جونين، قائد الجبهة الجنوبية، بشن هجمات واسعة النطاق ضد الدفاعات المصرية الجديدة على الضفة الشرقية للقناة. كانت القوات المصرية على أهبة الاستعداد، وبالتالي أصبحت تشكيلات الدبابات الإسرائيلية هدفا سهلا للصواريخ بعيدة المدى المصرية. وسرعان ما تم صد الهجوم مما كبد الإسرائيليين خسائر فادحة. نتيجة الإحباط والحيرة بسبب فشله في اختراق خطوط القوات المصرية، أمر جونين، بوقف فوري لجميع الهجمات. صب هذا في مصلحة المصريين، لكسب الوقت لحلفائهم السوريين بتعطيل الدبابات إسرائيلية في معركة دفاع ثابت (صد الهجوم بدون محاولة كسب أرض).
كان جونين، لا يزال يعاني من عدم قدرته على كسر الخطوط المصرية وفشله في انقاذ المشاة المحاصرين على خط بارليف، مواصلا إضاعة الوقت في اجتماعات عقيمة دون وضع خطة جديدة. في 10 أكتوبر، تم استبداله بالجنرال حاييم بارليف. بارليف تم استدعاؤه إلى الجبهة ثانيا تاركاً موقعه كوزير للصناعة والتجارة والعمل بناء على طلب شخصي ومباشر من جولدا مائير، التي كانت على علم بالإحباط الذي أصاب جونين، مما استدعى استبداله في محاولة لمنع انخفاض الروح المعنوية.

## عملية أبراي ليف
بحلول 11 أكتوبر وضع بارليف وقادته الميدانيين أرئيل شارون وابراهام ادان خطة لاختراق خطوط القوات المصرية. سميت العملية باسم عملية أبراي ليف، استغلت الخطة اكتشاف طائرة الاستطلاع الأمريكية SR-71، وجود فجوة كبيرة بين خطوط الجيش الثاني والثالث على الضفة الشرقية للقناة قرب الدفرسوار. نتيجة خطأ في التخطيط، كانت الوحدة المصرية التي تدافع عن ذلك الجزء، أُمرت بالاتجاه شمالاً، بدون تكليف أي وحدة أخرى بأخذ مكانها.
- المرحلة الأولى من الخطة

تهاجم قوات آدان الجناح الجنوبي للجيش المصري الثاني والجناح الشمالي للجيش المصري الثالث، بهدف صرف الأنظار عن قوات شارون.
- المرحلة الثانية من الخطة

تقوم قوات شارون باختراق خطوط القوات المصرية، وتدمير أي قوات في منطقة الدفرسوار، ثم تأمين منطقة لعمل جسر عائم على جانبي القناة مع استخدام القوارب المطاطية. يقوم المهندسين العسكريون بعد ذلك، وتحت حماية قوات شارون، بتجميع «الجسر الدوار» عبر قناة السويس.
- المرحلة الثالثة من الخطة

تعبر قوات شارون القناة وتنسحب قوات آدان إلى منطقة الممرات والدفاع عنها.
في أثناء ذلك، في 14 أكتوبر، أطلق المصريون ثاني هجوم منسق على الخط الإسرائيلي بأكمله على الضفة الشرقية. كان هذا الهجوم الثاني بأوامر شخصية من الرئيس أنور السادات لتخفيف الضغوط على الجبهة السورية في مرتفعات الجولان، بالرغم من المعارضة القوية من قيادة أركانه العامة، لأن الهجوم كان يعتبر انتحار بسبب التعزيزات الحديثة في الدفاعات الإسرائيلية.
كانت المعركة أكبر معركة دبابات منذ الحرب العالمية الثانية. قُدرت حجم القوات المصرية بين 400  إلى 1000 دبابة و5,000 جندي مشاة ميكانيكي. في مواجهة 800 دبابة إسرائيلية محصنة مع دعم قوات المشاة.

## المواجهة الأولي
بدأت قوات شارون الهجوم، ولكن سرعان ما ظهرت مشكلة عندما أتجه لواء آمون رشيف شمالا، في نطاق الجيش الثاني المصري. فدخلت سبع كتائب من هذا اللواء في قلب كل من الفرقة 16 مشاة والفرقة 21 المدرعة. كانت المزرعة الصينية، نقطة حرجة على طريق أبو طرطور الذي كان الطريق الوحيد الواسع والقوي لتحمل الجسر الدوار الضخم اللازم لعبور القناة. الجسر كان أيضا النموذج الوحيد من نوعه المتاحة على الجبهة الجنوبية، وتدمير الجسر يعني فشل العملية. لذا كان من الضروري السيطرة على المزرعة لنجاح العملية.
دفع آدان بلواءين مدرعين، بقيادة الكولونيل ناتكي برعام والكولونيل جافريل عامير، إلى المنطقة. كانت مهمتهم لفتح طريق أبو طرطور. عندما تقدموا أصبحوا في مواجهة نيران المواقع شديدة التحصين المصرية. عندئذ أدرك آدان أن وحداته المدرعة في خطر التدمير الكامل إذا حاولوا التقدم أكثر، وعلى الفور طلب دعم المشاة لتطهير المنطقة من مجموعات آر بي جي. أوكلت المهمة إلى لواء المشاة المحمول جواً بقيادة الكولونيل عوزي يائيري، على الرغم من أنهم كانوا على بعد 80 كم غرباً. سيستغرق وصولهم قرابة ساعتين، مما أبطأ العملية أيضا. تكبد اللوائين خسائر فادحة من صواريخ سام 6 وآر بي جي فانسحبت من منطقة المزرعة.

## الهجوم على المزرعة
قبل وصول قوات يائيري لمقر قيادة قوات الجنرال آدان، كان بالفعل 2200 جندي وصلوا كدعم. بسبب اكتمال القمر، استبعد إمكانية وجود هجوم ليلي بالدبابات أو ناقلات الجنود المدرعة. أيضاً تم استبعاد استخدام المظليين حتى لا يكونوا صيداً سهلاً للنيران المصرية. لانقاذ الموقف، غادرت الكتيبة 890 المحمولة جوا إلى أسفل طريق أبو طرطور في منتصف الليل بعد اعطائهم معلومات مضللة حول حجم وتسليح القوات المصرية الموجودة في الميدان. قيل للجنود إنهم سيواجهون أفرادا من صيادى الدبابات المصريين المتناثرين في المنطقة، وعليهم تصفيتهم، وأن المهمة ستكون سهلة للغاية. غير أن جنود المشاة الإسرائيليين وجدوا أنفسهم في مواجهة المدفعية المصرية الثقيلة دون ساتر يحميهم. في غضون ساعة، اتضحت ضخامة المهمة وصعوبة تطهير الطريق قبل النهار. في حالة يأس، أرسل آدان ناقلات الجنود المدرعة إلى الطريق لايجاد أي ثغرة تسمح لهم بالوصول للمزرعة.
في الثالثة إلا الربع صباحا، تلقت الكتيبة 890 المحمولة جوا بقيادة إسحاق موردخاى التي هاجمت المزرعة وابلاً من المدفعية الثقيلة والأسلحة الصغيرة، ولقى فيها مئات الجنود الإسرائيليين من الكتيبة 890 مصرعهم. نيران المدفعية الإسرائيلية، على النقيض من ذلك، لم تكن فعالة. أجريت عدة محاولات غير ناجحة لتحريك الموقف المصري، لكنها كانت تلقى وابل من نيران المدافع الرشاشة.
في ليلة 15-16 أكتوبر، كانت قوات شارون لديها أكثر من 300 قتيل وخسارة 70 من أصل 250 دبابة. كما فقد المصريون نحو 150 دبابة.
عندما اشتدت المعركة، سرعان ما تحولت المعركة إلى قتال في الظلام، كانت هذه المعركة دامية وشرسة حيث كانت المواجهة بين الدبابات لا يفصلها أكثر من 1 كم فقط. كابتن رامي مارتن، وهو قائد دبابة إسرائيلية تذكر ذلك قائلا «جندي مصري، ظن أننا مصريين، تسلق الدبابة وطلب سيجارة. فسحبت دبوس قنبلة يدوية وأعطيتها له». الدبابات الإسرائيلية كانت معاقة بسبب الظلام وقصر المدى، فلم يتمكنوا من استخدام اسلحتهم الرئيسية وأجبروا على اللجوء إلى سحق قوات المشاة المصرية تحت مساراتها في حين أن قادة المدفعية والدبابات استخدموا رشاشات عوزي من البوابات البرجية. المصريون كانوا يطلقون النار على الإسرائيليين من ثلاث جهات، كما استمروا في التسلل عبر الخنادق. المظلي الإسرائيلي موزيح سيغيل ذكر ان «المصريين حفروا الخنادق مثل حدوة حصان. فتمكنوا من إطلاق النار علينا من ثلاث جهات. كان هناك سجادة من الطلقات في كل مكان. اعتقدت من هنا أننا لن نخرج أحياء. هذا هو مصيرنا».
وفي الوقت نفسه، ذكرت مجموعات الاستكشاف الإسرائيلية شيء مثير للدهشة، وهو أن الطريق مفتوح وبدون عوائق وصولا إلى تقاطع الطرق. وعندئذ، قرر آدان أن يخاطر، فدعا ناقلات الجنود المدرعة للعودة، ثم دفعهم إلى الطريق المكشوف دون التعويض بقوات بديلة في القتال. ثم أرسل جرافات لدفع العربات المحطمة عن الطريق تحت حماية كتيبة من الدبابات. غادرت القافلة العسكرية في الساعة الرابعة صباحا، في الوقت الذي كانت معركة المظليين تشغل اهتمام المصريين. بحلول الساعة السادسة والنصف صباح يوم 17 أكتوبر، وصلت القافلة إلى القناة، وبدأ بناء الجسر على الفور.
الآن تحقق الهدف الأساسي للإسرائيليين، لذا صرف آدان اهتمامه الكامل لفتح الطرق المؤدية إلى موقع المعبر. فبعث ألوية الدبابات للطريق. حاولت عناصر من قوات المشاة المصرية والفرقة المدرعة اعاقة قوات شارون، فوقع صدام مع القوات الإسرائيلية استمر طوال النهار منعه من التخفيف عن ألوية المظليين المحاصرة في المزرعة.
في صباح يوم 17 أكتوبر، اللواء 14 المدرع المصري، الذي كان يمنع أي دخول إلى المزرعة من الغرب، اتجهت شمالا. سمح هذا للواء الدبابات الإسرائيلية بضرب القوة المصرية الرئيسية في المزرعة في العمق. تراجع المصريون على مضض تحت ستار من النيران، مما سمح للواء الإسرائيلي بدعم قوات المظليين المتمركزة في الخنادق. بالرغم من أن ناقلات الجنود كانت لا تزال تحت النيران المصرية، لكنها سرعان ما جمعت المشاة، وانسحبت في سرعة قصوى للنقاط الحصينة على طريق أبو طرطور. فقد المظليين 80 جريحا و40 قتيل بينهم اثنان من قادة السرايا. كما كانت خسائر عناصر الدعم والتخفيف ثقيلة.
أول محاولة إسرائيلية لمهاجمة المزرعة الصينية صدت ونتج عنها خسائر ضخمة. المحاولة الأخرى تمت بوحدة من المظليين الإسرائيليين، لكنهم حوصروا على الفور. وأرسلت تعزيزات، لكنها اصطدمت بلواء دبابات مصري. بعد يوم ونصف من القتال العنيف، خسر فيها المصريين 85 دبابة، مع عدد مماثل من الخسائر الإسرائيلية، بعد ذلك أن انسحب المصريين من المزرعة، وأصبح الإسرائيليون قادرون على وضع جسر عبر قناة السويس.
بعد ذلك قاد آدان فرقته وراء الجيش الثالث المصري وقطع خطوط الإمداد عن عشرين ألف جندي مصري كانوا محاصرين في شبه جزيرة سيناء.

## شهادات المشاركين في المعركة
- يقول «يوريك فارتا» أحد الجنود الذين نجوا من المعركة: «أعتقد أنني وزملائي أرسلنا إلى هذه المعركة لنكون طعاما للدبابات».
- كما قال «إيلان كوهين» جندى احتياط: «شاركت في مهمة الإنقاذ، لمحت ثلاثة جنود جرحى، نزلت من السيارة المدرعة، لكى أخلصهم، وعلى بعد ثلاثين مترا سمعت صوت انفجار مخيف، رفعت رأسى وصعقت من منظر أثار احتكاك صاروخ آر بي جي المضاد للدبابات بسطح السيارة المدرعة، ولم تخرج سيارة مدرعة إسرائيلية من هذه المعركة بدون جرح غائر».
- يقول «شوكى فاينشتين»: «لقد كانت صواريخ آر بي جي الروسية مفاجأة الحرب المرعبة لسلاح المدرعات الإسرائيلي، لقد كانت مفاجأة كريهة بكل المقاييس، لم نتدرب على مواجهتها من قبل، كما لم نتدرب على تخليص جرحى في ميدان مكشوف، سماؤه تمطر صواريخ مصرية مفترسة».
- يضيف «جفرى أليعازر»: «أنا رأيت الصواريخ تتطاير أمام وجهى، وتتقدم نحوى بسرعة البرق، في البداية لم أعرف ما نوع هذه المقذوفات، وكنت أصرخ في زملائى لينبطحوا، وبعد ذلك بدأنا نحاول تفاديها والهرب منها بأي طريقة».
- أما الجنرال «موشيه عفرى» فقال: «لقد فاجأنا الجنود المصريون بشجاعتهم وإصرارهم، لقد تربى أبناء جيلي على قصص خرافية عن الجندي المصري الذي ما أن يرى دبابة تنقض عليه، حتى يخلع حذاءه ويبدأ في الهرب بعيدًا. وهذا ما لم يحدث في المزرعة الصينية استيقظنا على الحقيقة المرة. لم تنخلع قلوبهم أمام الدبابات، كانوا يلتفون في نصف دوائر حول دباباتنا، ويوجهون صواريخ آر بى جى في إصرار منقطع النظير ليس لدى تفسير لهذا الموقف سوى أنهم كانوا سكارى بالنصر، وفي مثل هذه الحالة ليس للدبابة أي فرصة في المعركة».[5]
- قال موشيه دايان عقب زيارته للمزرعة الصينية يوم 17 أكتوبر برفقة الجنرال أرئيل شارون: «لم استطع إخفاء مشاعري عند مشاهدتي لها فقد كانت مئات من العربات العسكرية المهشمة والمحترقة متناثرة في كل مكان ومع اقترابنا من كل دبابة كان الأمل يراودني قي ألا أجد علامة الجيش الإسرائيلي عليها وانقبض قلبي فقد كان هناك كثير من الدبابات الإسرائيلية».
- ووصف موشيه دايان أيضا في مذكراته قصه لقاءه مع الكولونيل «عوزى يائيرى» قائد قوة المظلات الإسرائيلية التي شاركت في معركة المزرعة الصينية قائلا : «كنت اعرف عوزى جيدا منذ أن كان مديرا لمكتب رئيس الأركان في عهد الجنرال حاييم بارليف وكنت أعرف أنه فقد كثيرا من رجاله في المعركة ولكني لم أتوقع أن أراه على هذه الصورة من الاكتئاب وكان وجهه يحمل علامات حزن تفوق الوصف»[9]